# Leichtathletik-Afrikameisterschaften 2024
| Medaillenspiegel | Medaillenspiegel | Medaillenspiegel | Medaillenspiegel | Medaillenspiegel | Medaillenspiegel |
| Platz            | Land             | G                | S                | B                | Ges.             |
| ---------------- | ---------------- | ---------------- | ---------------- | ---------------- | ---------------- |
| 01               | Südafrika        | 9                | 4                | 6                | 19               |
| 02               | Kenia            | 5                | 7                | 7                | 19               |
| 03               | Nigeria          | 5                | 6                | 4                | 15               |
| 04               | Äthiopien        | 5                | 4                | 1                | 10               |
| 05               | Algerien         | 3                | 4                | 1                | 8                |
| 06               | Liberia          | 3                | 1                | 1                | 5                |
| 07               | Senegal          | 3                | —                | 1                | 4                |
| 08               | Botswana         | 2                | 3                | 1                | 6                |
| 09               | Ghana            | 2                | 1                | —                | 3                |
| 10               | Uganda           | 2                | —                | 3                | 5                |
| 11               | Ägypten          | 1                | 2                | 3                | 6                |
| 12               | Elfenbeinküste   | 1                | 1                | 2                | 4                |
| 12               | Dschibuti        | 1                | 1                | 2                | 4                |
| 14               | Burkina Faso     | 1                | 1                | —                | 2                |
| 15               | Benin            | 1                | —                | —                | 1                |
| 15               | Gambia           | 1                | —                | —                | 1                |
| 17               | Kamerun          | —                | 3                | 3                | 6                |
| 18               | Marokko          | —                | 2                | 1                | 3                |
| 18               | Sambia           | —                | 2                | 1                | 3                |
| 20               | Simbabwe         | —                | 2                | —                | 2                |
| 21               | Namibia          | —                | 1                | 1                | 2                |
| 22               | Tunesien         | —                | 1                | —                | 1                |
| 23               | Guinea           | —                | —                | 1                | 1                |
| 23               | Madagaskar       | —                | —                | 1                | 1                |
| 23               | Malawi           | —                | —                | 1                | 1                |
| 23               | Mali             | —                | —                | 1                | 1                |
| 23               | Zentrafrik. Rep. | —                | —                | 1                | 1                |
| Gesamt           | Gesamt           | 45               | 46               | 43               | 134              |

Die 23. Leichtathletik-Afrikameisterschaften (englisch CAA 23rd Senior Championships, französisch 23èmes Championnats d’Afrique d’Athlétisme Seniors) fand vom 21. bis zum 26. Juni 2024 in der kamerunischen Stadt Douala statt. Austragungsort war das Stade Omnisport de Douala, welches das Stade de la Réunification ersetzt hat. Es waren 800 Athleten aus 54 Staaten Afrikas erwartet worden.
Die Vergabe der Austragungsrechte fand im April 2023 statt.

## Ergebnisse
Es werden nachfolgend nur die acht besten Finalteilnehmer genannt. Vor allem bei Wurfdisziplinen standen bis zu 16 Athleten im Finale.

### Männer

#### 100 m
| Platz | Athlet               | Land | Zeit (s) |
| ----- | -------------------- | ---- | -------- |
| 1     | Joseph Fahnbulleh    | LBR  | 10,13    |
| 2     | Emmanuel Eseme       | CMR  | 10,15    |
| 3     | Benjamin Richardson  | ZAF  | 10,17    |
| 4     | Kayinsola Ajayi      | NGR  | 10,20    |
| 5     | Ismaël Koné          | CIV  | 10,24    |
| 6     | Tapiwanashe Makarawu | ZIM  | 10,25    |
| 7     | Isaac Botsio         | GHA  | 10,33    |
| 8     | Noa Bibi             | MRI  | 10,43    |

22. Juni

#### 200 m
| Platz | Athlet               | Land | Zeit (s) |
| ----- | -------------------- | ---- | -------- |
| 1     | Joseph Fahnbulleh    | LBR  | 20,25    |
| 2     | Tapiwanashe Makarawu | ZIM  | 20,51    |
| 3     | Emmanuel Eseme       | CMR  | 20,66    |
| 4     | Abdul-Rasheed Saminu | GHA  | 20,67    |
| 5     | Sibusiso Matsenjwa   | SWZ  | 20,95    |
| 6     | Hachim Maaroufou     | COM  | 21,02    |
| 7     | Noa Bibi             | MRI  | 21,16    |
| 8     | Alaba Akintola       | NGR  | 21,45    |

26. Juni

#### 400 m
| Platz | Athlet               | Land | Zeit (s) |
| ----- | -------------------- | ---- | -------- |
| 1     | Cheikh Tidiane Diouf | SEN  | 45,23    |
| 2     | Lee Eppie            | BOT  | 45,39    |
| 3     | Samuel Ogazi         | NGR  | 45,47    |
| 4     | Boniface Mweresa     | KEN  | 45,62    |
| 5     | Haron Adoli          | UGA  | 45,93    |
| 6     | Anthony Pesela       | BOT  | 46,17    |
| 7     | Dubem Amene          | NGR  | 46,27    |
| 8     | Takudzwa Chiyangwa   | ZIM  | 46,51    |

23. Juni

#### 800 m
| Platz | Athlet                | Land | Zeit (min) |
| ----- | --------------------- | ---- | ---------- |
| 1     | Alex Ngeno Kipngetich | KEN  | 1:45,02    |
| 2     | Kethobogile Haingura  | BOT  | 1:45,54    |
| 3     | Tom Dradriga          | UGA  | 1:46,01    |
| 4     | Tumo Nkape            | BOT  | 1:46,69    |
| 5     | Éric Nzikwinkunda     | BDI  | 1:47,09    |
| 6     | Edose Ibadin          | NGR  | 1:47,95    |
| 7     | Ali Idow Hassan       | SOM  | 1:48,37    |
| 8     | Yohannes Tefera       | ETH  | 2:01,76    |

23. Juni

#### 1500 m
| Platz | Athlet                 | Land | Zeit (min) |
| ----- | ---------------------- | ---- | ---------- |
| 1     | Brian Komen            | KEN  | 3:33,95    |
| 2     | Ayanleh Abdi Abdillahi | DJI  | 3:36,24    |
| 3     | Boaz Kiprugut          | KEN  | 3:37,24    |
| 4     | Abraham Guem           | SSD  | 3:39,28    |
| 5     | Luan Munnik            | ZAF  | 3:41,28    |
| 6     | Ali Hassan             | SOM  | 3:42,57    |
| 7     | Tom Dradriga           | UGA  | 3:44,11    |
| 8     | Ahmed Daher            | DJI  | 3:45,04    |

26. Juni

#### 5000 m
| Platz | Athlet                 | Land | Zeit (min) |
| ----- | ---------------------- | ---- | ---------- |
| 1     | Mohamed Ismail Ibrahim | DJI  | 13:38,38   |
| 2     | Nibret Melak           | ETH  | 13:42,95   |
| 3     | Abdi Waiss Mouhyadin   | DJI  | 13:43,20   |
| 4     | Ismail Loukman         | DJI  | 13:47,44   |
| 5     | Onessime Rondouba      | CHA  | 13:47,44   |
| 6     | Mezgebu Sime           | ETH  | 13:48,29   |
| 7     | Hailemariyam Amare     | ETH  | 13:48,66   |
| 8     | Said Ameri             | ALG  | 13:52,62   |

26. Juni

#### 10.000 m
| Platz | Athlet                | Land | Zeit (min) |
| ----- | --------------------- | ---- | ---------- |
| 1     | Nibret Melak          | ETH  | 28:52,27   |
| 2     | Gemechu Dida          | ETH  | 28:25,79   |
| 3     | Roncer Kipkorir Konga | KEN  | 28:52,94   |
| 4     | Joseph Kiprono Kiptum | KEN  | 28:59,49   |
| 5     | Francis Abong         | KEN  | 29:08,24   |
| 6     | William Amponsah      | GHA  | 29:08,57   |
| 7     | Hani Idriss Hersi     | DJI  | 29:12,80   |
| 8     | Elie Sindayikengdera  | BDI  | 29:38,61   |

22. Juni

#### 110 m Hürden
| Platz | Athlet               | Land | Zeit (s) |
| ----- | -------------------- | ---- | -------- |
| 1     | Louis François Mendy | SEN  | 13,49    |
| 2     | Amine Bouanani       | ALG  | 13,59    |
| 3     | Yousuf Badawy Sayed  | EGY  | 13,79    |
| 4     | Badamassi Saguirou   | NIG  | 13,86    |
| 5     | Jérémie Lararaudeuse | MRI  | 13,87    |
| 6     | Alexander Chukwukelu | NGR  | 14,26    |
| 7     | Alexandre Landinaff  | MRI  | 14,42    |
|       | Mateo Ngo            | CMR  | DSQ      |

25. Juni
Der ursprünglich Viertplatzierte Kameruner Mateo Ngo wurde nachträglich disqualifiziert, da der gebürtige Franzose international nicht für Kamerun startberechtigt war.

#### 400 m Hürden
| Platz | Athlet              | Land | Zeit (s) |
| ----- | ------------------- | ---- | -------- |
| 1     | Victor Ntweng       | BOT  | 48,88    |
| 2     | Kemorena Tisang     | BOT  | 49,24    |
| 3     | Abdelmalik Lahoulou | ALG  | 49,36    |
| 4     | Wiseman Mukhobe     | KEN  | 49,92    |
| 5     | Lindukuhle Gora     | ZAF  | 50,61    |
| 6     | Bienvenu Sawadogo   | BUR  | 50,76    |
| 7     | El Mehdi Dimmokrati | MAR  | 51,19    |
|       | Saad Hinti          | MAR  | DNS      |

23. Juni

#### 3000 m Hindernis
| Platz | Athlet                 | Land | Zeit (min) |
| ----- | ---------------------- | ---- | ---------- |
| 1     | Leonard Chemutai       | UGA  | 8:21,30    |
| 2     | Edmund Serem           | KEN  | 8:21,94    |
| 3     | Matthew Kosgei         | KEN  | 8:21,98    |
| 4     | Hailemariyam Amare     | ETH  | 8:23,76    |
| 5     | Collins Kipngok        | KEN  | 8:29,06    |
| 6     | Hirko Hailu            | ETH  | 8:35,59    |
| 7     | Bilal Tabti            | ALG  | 8:41,68    |
| 8     | Elphas Toroitich Ndiwa | UGA  | 8:43,91    |

23. Juni

#### 4 × 100 m Staffel
| Platz     | Land                                                                                           | Athleten | Zeit (s) |
| --------- | ---------------------------------------------------------------------------------------------- | --- | -------- |
| 1         | Ghana                                                                                          | Ibrahim Fuseini Isaac Botsio Edwin Gadayi Abdul-Rasheed Saminu                                                                           | 38,63    |
| 2         | Nigeria                                                                                        | Kayinsola Ajayi Usheoritse Itsekiri Alaba Akintola Godson Oghenebrume Im Vorlauf eingesetzt: Alexander Chukwukelu Ifeanyi Emmanuel Ojeli | 38,84    |
| 3         | Elfenbeinküste                                                                                 | Gnamien Nehemie N'Goran Ismaël Koné Arthur Cissé Kouadio Éric Kouamé Im Vorlauf eingesetzt: Adzeu Yapo Jacky                             | 39,77    |
| 4         | Namibia                                                                                        | Hatago Murere Elvis Gaseb Onesmus Nekundi Gilbert Hainuca                                                                                | 39,82    |
| 5         | Kenia                                                                                          | Meshack Kitsubuli Babu Mike Mokamba Mark Odhiambo Samuel Chege Waweru                                                                    | 40,11    |
|           | Botswana                                                                                       | Thapelo Monaiwa Boitshwarelo Mothusi Stephen Abosi Tumo van Wyk Im Vorlauf eingesetzt: Letsile Tebogo                                    | DNF      |
| Senegal   | Lamine Diallo Mamadou Fall Sarr Omar Ndoye Sonko Moulaye Im Vorlauf eingesetzt: Boubacar Drame | DNF |          |
| Südafrika | Bayanda Walaza Sinesipho Dambile Bradley Nkoana Benjamin Richardson                            | DNF |          |

24. Juni

#### 4 × 400 m Staffel
| Platz | Land      | Athleten                                                                     | Zeit (min) |
| ----- | --------- | ---------------------------------------------------------------------------- | ---------- |
| 1     | Botswana  | Omphile Seribe Collen Kebinatshipi Boitumelo Masilo Leungo Scotch            | 3:02,23    |
| 2     | Kenia     | Kevin Kipkorir Kelvin Sane Tauta David Sanayek Kapirante Brian Onyari Tinega | 3:02,34    |
| 3     | Sambia    | Kennedy Luchembe Patrick Kakozi Nyambe David Mulenga Muzala Samukonga        | 3:02,56    |
| 4     | Nigeria   | Ifeanyi Emmanuel Ojeli Dubem Amene Sikiru Adeyemi Chidi Okezie               | 3:02,93    |
| 5     | Senegal   | El Hadji Malick Soumaré Abdou Lakhat Ndiaye Frédéric Mendy Abdou Aziz Ndiaye | 3:08,14    |
| 6     | Namibia   | Alexander Bock Elton Hoseb Ivan Geldenhuys Elvis Gaseb                       | 3:08,69    |
| 7     | Äthiopien | Melkamu Assefa Yohannes Getaneh Yohannes Tefera Abera Alemu                  | 3:16,32    |
| 8     | Kamerun   | Evouna Kong Abdras Nkembe Martial Prime Etoa Evariste Nana Kuate             | 3:16,45    |

26. Juni

#### 20 km Gehen
| Platz | Athlet                 | Land | Zeit (h) |
| ----- | ---------------------- | ---- | -------- |
| 1     | Misgana Wakuma Fekansa | ETH  | 1:22:49  |
| 2     | Heristone Wafula       | KEN  | 1:23:26  |
| 3     | Wayne Snyman           | ZAF  | 1:25:19  |
| 4     | Ismail Benhammouda     | ALG  | 1:29:08  |
| 5     | Matebie Endasha        | ETH  | 1:35:08  |
| 6     | Melese Mulu            | ETH  | 1:36:03  |
| 7     | Aymen ben Saha         | ALG  | 1:38:00  |
| 8     | Nzossie Herve          | CMR  | 1:52:40  |

25. Juni

#### Hochsprung
| Platz | Athlet               | Land | Höhe (m) |
| ----- | -------------------- | ---- | -------- |
| 1     | Brian Raats          | ZAF  | 2,18     |
| 2     | Kemboi Asbel Kiprop  | KEN  | 2,15     |
| 2     | Saad Hammouda        | MAR  | 2,15     |
| 4     | Breyton Poole        | ZAF  | 2,10     |
| 5     | François Joël Moudio | CMR  | 2,05     |
| 5     | Lim Koungdoup        | ETH  | 2,05     |
| 7     | Kennedy Ocansay      | GHA  | 2,05     |
| 7     | Evans Yamoah         | GHA  | 2,05     |

26. Juni

#### Stabhochsprung
| Platz         | Athlet            | Land | Höhe (m) |
| ------------- | ----------------- | ---- | -------- |
| 1             | Kyle Rademeyer    | ZAF  | 5,20     |
| 2             | Medhi Amar Rouana | ALG  | 5,10     |
| 3             | Boubacar Diallo   | MLI  | 5,10     |
|               | Abera Alemu       | ETH  | NMH      |
| Valco van Wyk | RSA               | NMH  |          |
| Miraf Assefa  | ETH               | NMH  |          |

25. Juni

#### Weitsprung
| Platz | Athlet                 | Land | Weite (m) |
| ----- | ---------------------- | ---- | --------- |
| 1     | Cheswill Johnson 1     | ZAF  | 7,78      |
| 2     | Lionel Coetzee 1       | NAM  | 7,78      |
| 3     | Goodness Iredia        | NGR  | 7,75      |
| 4     | Emmanuel Njoku         | NGR  | 7,72      |
| 5     | Thapelo Monaiwa        | BOT  | 7,63      |
| 6     | Tafadzwa Chikomba      | ZIM  | 7,59      |
| 7     | Appolinaire Yinra      | CMR  | 7,57      |
| 8     | Raymond Nkwemy Tchomfa | CMR  | 7,47      |

22. Juni

#### Dreisprung
| Platz | Athlet                 | Land | Weite (m) |
| ----- | ---------------------- | ---- | --------- |
| 1     | Hugues Fabrice Zango   | BUR  | 17,18     |
| 2     | Chengetayi Mapaya      | ZIM  | 16,87     |
| 3     | Raymond Nkwemy Tchomfa | CMR  | 16,16     |
| 4     | Yoann Awhansou         | BEN  | 16,12     |
| 5     | Amath Faye             | SEN  | 16,12     |
| 6     | Yacouba Loué           | BUR  | 15,90     |
| 7     | Marcel Mayack          | CMR  | 15,88     |
| 8     | Roger Haitengi         | NAM  | 15,56     |

25. Juni

#### Kugelstoßen
| Platz | Athlet                  | Land | Weite (m) |
| ----- | ----------------------- | ---- | --------- |
| 1     | Chukwuebuka Enekwechi   | NGR  | 21,14     |
| 2     | Mostafa Amr Hassan      | EGY  | 20,25     |
| 3     | Mohamed Magdi Hamza     | EGY  | 19,72     |
| 4     | Kyle Blignaut           | ZAF  | 19,65     |
| 5     | Burger Lambrechts       | ZAF  | 19,12     |
| 6     | Coenraad Kühn           | NAM  | 17,65     |
| 7     | Billy Takougoum Kuitche | CMR  | 16,01     |
| 8     | Désiré Kengne Fosso     | CMR  | 15,21     |

21. Juni

#### Diskuswurf
| Platz | Athlet                      | Land | Weite (m) |
| ----- | --------------------------- | ---- | --------- |
| 1     | Oussama Khennoussi          | ALG  | 63,90     |
| 2     | Victor Hogan                | ZAF  | 63,87     |
| 3     | Ryan Williams               | NAM  | 56,78     |
| 4     | Sié Fahige Kambou           | BUR  | 54,07     |
| 5     | Christopher Jonathan Sophie | MRI  | 53,68     |
| 6     | Elbachir Mbarki             | MAR  | 53,47     |
| 7     | Rexford Bugase              | GHA  | 50,72     |
| 8     | Lucien Wangba               | CMR  | 48,67     |

23. Juni

#### Hammerwurf
| Platz | Athlet                | Land | Weite (m) |
| ----- | --------------------- | ---- | --------- |
| 1     | Mostafa el-Gamel      | EGY  | 72,88     |
| 2     | Ahmed Tarek Ismail    | EGY  | 70,71     |
| 3     | Allan Cumming         | ZAF  | 69,43     |
| 4     | Mohsen Anani          | TUN  | 69,20     |
| 5     | Tshepang Makhethe     | ZAF  | 68,58     |
| 6     | Dominic Ongidi Abunda | KEN  | 58,22     |
| 7     | Mintestot Abebe       | ETH  | 47,73     |
| 8     | Don Wittz             | SEY  | 44,69     |

25. Juni

#### Speerwurf
| Platz | Athlet             | Land | Weite (m) |
| ----- | ------------------ | ---- | --------- |
| 1     | Julius Yego        | KEN  | 80,24     |
| 2     | Chinecherem Nnamdi | NGR  | 79,22     |
| 3     | Moustafa Mahmoud   | EGY  | 77,25     |
| 4     | Rocco van Rooyen   | ZAF  | 77,25     |
| 5     | Samuel Kure        | NGR  | 69,26     |
| 6     | Jamis Aballa       | ETH  | 69,08     |
| 7     | Otag Ubang         | ETH  | 68,75     |
| 8     | Methusellah Kiprop | KEN  | 68,75     |

26. Juni

#### Zehnkampf
| Platz | Athlet                    | Land | Punkte |
| ----- | ------------------------- | ---- | ------ |
| 1     | Larbi Bourrada            | ALG  | 7447   |
| 2     | Dhiae Boudoumi            | ALG  | 7215   |
| 3     | Edwin Kipmutai Too        | KEN  | 7132   |
| 4     | Jeffrey Emeka Nmesirionye | NGR  | 6439   |
| 5     | Fredriech Pretorius       | ZAF  | 5733   |
| 6     | Jesse Perez               | ZAF  | 834    |

21.–23. Juni

### Frauen

#### 100 m
| Platz | Athletin              | Land | Zeit (s) |
| ----- | --------------------- | ---- | -------- |
| 1     | Gina Bass Bittaye     | GAM  | 11,14    |
| 2     | Maia McCoy            | LBR  | 11,16    |
| 3     | Maboundou Koné        | CIV  | 11,24    |
| 4     | Destiny Smith-Barnett | LBR  | 11,34    |
| 5     | Tsaone Sebele         | BOT  | 11,45    |
| 6     | Asimenye Simwaka      | MAW  | 11,49    |
| 7     | Olayinka Olajide      | NGR  | 11,55    |
| 8     | Halutie Hor           | GHA  | 11,73    |

22. Juni

#### 200 m
| Platz                 | Athletin            | Land | Zeit (s) |
| --------------------- | ------------------- | ---- | -------- |
| 1                     | Jessika Gbai        | CIV  | 22,84    |
| 2                     | Maboundou Koné      | CIV  | 22,99    |
| 3                     | Asimenye Simwaka    | MAW  | 23,05    |
| 4                     | Mary Boakye         | GHA  | 23,40    |
| 5                     | Shirley Nekhubui    | ZAF  | 23,44    |
| 6                     | Herverge Kole Etame | CMR  | 23,83    |
|                       | Tsaone Sebele       | BOT  | DNF      |
| Destiny Smith-Barnett | LBR                 | DNS  |          |

26. Juni

#### 400 m
| Platz | Athletin          | Land | Zeit (s) |
| ----- | ----------------- | ---- | -------- |
| 1     | Miranda Coetzee   | ZAF  | 51,16    |
| 2     | Quincy Malekani   | ZAM  | 51,56    |
| 3     | Esther Elo Joseph | NGR  | 51,94    |
| 4     | Shirley Nekhubui  | ZAF  | 52,10    |
| 5     | Lydia Jele        | BOT  | 52,72    |
| 6     | Obakeng Kamberuka | BOT  | 53,11    |
| 7     | Leni Shida        | UGA  | 53,50    |
| 8     | Niddy Mingilishi  | ZAM  | 53,54    |

23. Juni

#### 800 m
| Platz | Athletin       | Land | Zeit (min) |
| ----- | -------------- | ---- | ---------- |
| 1     | Sarah Moraa    | KEN  | 2:00,27    |
| 2     | Lilian Odira   | KEN  | 2:00,36    |
| 3     | Soukaina Hajji | MAR  | 2:00,91    |
| 4     | Oratile Nowe   | BOT  | 2:01,39    |
| 5     | Assia Raziki   | MAR  | 2:02,14    |
| 6     | Charne Swart   | ZAF  | 2:03,42    |
| 7     | Susan Aneno    | UGA  | 2:02,54    |
| 8     | Comfort James  | NGR  | 2:04,45    |

23. Juni

#### 1500 m
| Platz | Athletin                | Land | Zeit (min) |
| ----- | ----------------------- | ---- | ---------- |
| 1     | Saron Berhe             | ETH  | 4:06,05    |
| 2     | Caroline Nyaga          | KEN  | 4:06,76    |
| 3     | Esther Chebet           | UGA  | 4:06,90    |
| 4     | Knight Aciru            | UGA  | 4:08,09    |
| 5     | Teresiah Muthoni Gateri | KEN  | 4:08,90    |
| 6     | Tigist Girma            | ETH  | 4:10,49    |
| 7     | Netsanet Desta          | ETH  | 4:12,49    |
| 8     | Belinda Chemutai        | UGA  | 4:12,98    |

26. Juni

#### 5000 m
| Platz | Athletin                | Land | Zeit (min) |
| ----- | ----------------------- | ---- | ---------- |
| 1     | Fantaye Belayneh        | ETH  | 15:30,10   |
| 2     | Wubrist Aschal          | ETH  | 15:30,25   |
| 3     | Samiyah Hassan Nour     | DJI  | 15:42,63   |
| 4     | Rebecca Mwangi          | KEN  | 15:46,20   |
| 5     | Esther Chebet           | UGA  | 16:01,75   |
| 6     | Mercy Chepkemoi         | KEN  | 17:57,73   |
| 7     | Teresiah Muthoni Gateri | KEN  | 18:02,21   |

21. Juni

#### 10.000 m
| Platz | Athletin                 | Land | Zeit (min) |
| ----- | ------------------------ | ---- | ---------- |
| 1     | Gladys Kwamboka          | KEN  | 36:53,59   |
| 2     | Rebecca Mwangi           | KEN  | 36:59,69   |
| 3     | Gela Hambese             | ETH  | 37:09,20   |
| 4     | Alem Tsadik              | ETH  | 37:20,04   |
| 5     | Espérance Otomo Mendouga | CMR  | 38:22,71   |

24. Juni

#### 100 m Hürden
| Platz | Athletin             | Land | Zeit (s) |
| ----- | -------------------- | ---- | -------- |
| 1     | Ebony Morrison       | LBR  | 12,70    |
| 2     | Marione Fourie       | ZAF  | 12,74    |
| 3     | Sidonie Fiadanantsoa | MAD  | 12,98    |
| 4     | Evonne Britton       | GHA  | 13,08    |
| 5     | Adaobi Tabugbo       | NGR  | 13,47    |
| 6     | Doris Mensah         | GHA  | 13,65    |
| 7     | Safiatou Acquaviva   | GUI  | 13,68    |
| 8     | Rukia Nusra Omulisia | KEN  | 13,99    |

22. Juni

#### 400 m Hürden
| Platz | Athletin                | Land | Zeit (s) |
| ----- | ----------------------- | ---- | -------- |
| 1     | Rogail Joseph           | ZAF  | 55,71    |
| 2     | Noura Ennadi            | MAR  | 56,16    |
| 3     | Linda Angounou          | CMR  | 56,48    |
| 4     | Ashley Miller           | ZIM  | 57,43    |
| 5     | Dinedye Denis           | CIV  | 58,49    |
| 6     | Tumi Ramokgopa          | ZAF  | 58,90    |
| 7     | Vanice Kerubo Nyagisera | KEN  | 59,77    |
| 8     | Banchiayehu Tesema      | ETH  | 61,30    |

26. Juni

#### 3000 m Hindernis
| Platz | Athletin         | Land | Zeit (min) |
| ----- | ---------------- | ---- | ---------- |
| 1     | Loice Chekwemoi  | UGA  | 09:24,47   |
| 2     | Alemnat Walle    | ETH  | 09:35,19   |
| 3     | Leah Jeruto      | KEN  | 09:36,33   |
| 4     | Meseret Yeshaneh | ETH  | 09:40,65   |
| 5     | Ikram Ouaaziz    | MAR  | 09:48,05   |
| 6     | Mercy Wanjiru    | KEN  | 09:52,75   |
| 7     | Wasane Asefa     | ETH  | 10:04,65   |

26. Juni

#### 4 × 100 m Staffel
| Platz | Land           | Athletinnen                                                                                                | Zeit (s) |
| ----- | -------------- | --- | -------- |
| 1     | Nigeria        | Justina Tiana Eyakpobeyan Tima Godbless Olayinka Olajide Tobi Amusan Im Vorlauf eingesetzt: Adaobi Tabugbo | 43,01    |
| 2     | Ghana          | Mary Boakye Anita Afrifa Halutie Hor Deborah Acheampong                                                    | 43,62    |
| 3     | Liberia        | Destiny Smith-Barnett Maia McCoy Ebony Morrison Thelma Davies Im Vorlauf eingesetzt: Symone Darius         | 44,38    |
| 4     | Botswana       | Murangi Refilwe Tsaone Sebele Sethunya Majama Tshepang Manyika                                             | 44,69    |
| 5     | Namibia        | Johanna Ludgerus Jade Nangula Ndawana Haitembu Sade de Sousa                                               | 45,74    |
| 6     | Republik Kongo | Elodie Malessara Benfanie Imboula Gavoula Natacha Ngoye Akamabi Fréjus hanie Taty Mbikou                   | 45,90    |
| 7     | Kenia          | Eunice Kadogo Esther Mbagari Rukia Nusra Omulisia Monica Safania                                           | 46,63    |
| 8     | Burkina Faso   | Némata Nikiema Fatoumata Koala Madina Touré Leopoldine Ye Im Vorlauf eingesetzt: Latifatou Millogo         | 46,83    |

24. Juni

#### 4 × 400 m Staffel
| Platz | Land     | Athletinnen                                                                       | Zeit (min) |
| ----- | -------- | --------------------------------------------------------------------------------- | ---------- |
| 1     | Nigeria  | Patience Okon George Esther Elo Joseph Omolara Ogunmakinju Ella Onojuvwevwo       | 3:27,31    |
| 2     | Sambia   | Rhoda Njobvu Niddy Mingilishi Quincy Malekani Abygirl Sepiso                      | 3:32,18    |
| 3     | Kenia    | Joan Cherono Veronica Mutua Esther Mbagari Mercy Chebet                           | 3:32,65    |
| 4     | Botswana | Lydia Jele Oratile Nowe Golekanye Kebonye Chikani Tshepang Manyika                | 3:33,13    |
| 5     | Kamerun  | Irene Bell Bonong Roline Tedega Andjock Justice Tono Ondobo Stéphanie Njuh Nsella | 3:43,75    |
| 6     | Senegal  | Fatou Seck Sophietou Diouf Khoury Diagne Fatou Gaye                               | 3:44,28    |
|       | Marokko  | DNS                                                                               |            |
| Ghana | DNS      |                                                                                   |            |

26. Juni

#### 20 km Gehen
| Platz | Athletin            | Land | Zeit (h) |
| ----- | ------------------- | ---- | -------- |
| 1     | Sintayehu Masire    | ETH  | 1:37:46  |
| 2     | Souad Azzi          | ALG  | 1:40:36  |
| 3     | Margret Gati Chacha | KEN  | 1:41:19  |
| 4     | Wuballem Shugute    | ETH  | 1:42:41  |
| 5     | Marissa Swanepoel   | ZAF  | 1:46:25  |
| 6     | Jessica Groenewald  | ZAF  | 1:48:58  |
| 7     | Melissa Touloum     | ALG  | 1:48:58  |
| 8     | Hamadou Takio       | CMR  | 1:59:49  |

25. Juni

#### Hochsprung
| Platz | Athletin          | Land | Höhe (m) |
| ----- | ----------------- | ---- | -------- |
| 1     | Rose Yeboah       | GHA  | 1,87     |
| 2     | Temitope Adeshina | NGR  | 1,84     |
| 3     | Fatoumata Balley  | GUI  | 1,84     |
| 4     | Laura Salin-Eyike | CMR  | 1,78     |
| 4     | Yvonne Robson     | ZAF  | 1,78     |
| 6     | Pwoch Omod Olok   | ETH  | 1,78     |
| 7     | Safae Maskani     | MAR  | 1,75     |
| 8     | Michelle Ngozo    | ZAF  | 1,75     |

23. Juni

#### Stabhochsprung
| Platz | Athletin        | Land | Höhe (m) |
| ----- | --------------- | ---- | -------- |
| 1     | Mirè Reinstorf  | ZAF  | 4,10     |
| 2     | Dorra Mahfoudhi | TUN  | 3,90     |

22. Juni

#### Weitsprung
| Platz | Athletin           | Land | Weite (m) |
| ----- | ------------------ | ---- | --------- |
| 1     | Ese Brume          | NGR  | 6,73      |
| 2     | Marthe Koala       | BUR  | 6,72      |
| 3     | Danielle Nolte     | ZAF  | 6,44      |
| 4     | Prestina Ochonogor | NGR  | 6,28      |
| 5     | Esraa Owis         | EGY  | 6,28      |
| 6     | Tshegofatso Bojosi | BOT  | 6,14      |
| 7     | Aniella Delafosse  | CIV  | 6,06      |
| 8     | Yousra Lajdoud     | MAR  | 5,98      |

23. Juni

#### Dreisprung
| Platz | Athletin                   | Land | Weite (m) |
| ----- | -------------------------- | ---- | --------- |
| 1     | Saly Sarr                  | SEN  | 14,06     |
| 2     | Anne-Suzanna Fosther-Katta | CMR  | 13,45     |
| 3     | Véronique Kossenda Rey     | CMR  | 13,35     |
| 4     | Liliane Potiron            | MRI  | 13,32     |
| 5     | Zinzi Xulu                 | ZAF  | 13,25     |
| 6     | Karmen Fouché              | ZAF  | 12,87     |
| 7     | Amelia Pinga               | MOZ  | 12,84     |
| 8     | Fayza Issaka Abdou Kerim   | TOG  | 12,61     |

26. Juni

#### Kugelstoßen
| Platz | Athletin                  | Land | Weite (m) |
| ----- | ------------------------- | ---- | --------- |
| 1     | Ashley Erasmus            | ZAF  | 18,17     |
| 2     | Miné de Klerk             | ZAF  | 17,09     |
| 3     | Colette Uys               | ZAF  | 16,28     |
| 4     | Anthonett Nabwe           | LBR  | 16,01     |
| 5     | Frederick Lemongo Nkoulou | CMR  | 15,16     |
| 6     | Carine Mékam              | GAB  | 14,71     |
| 7     | Nora Monie                | CMR  | 14,52     |
| 8     | Nassira Koné              | MLI  | 12,92     |

24. Juni

#### Diskuswurf
| Platz | Athletin           | Land | Weite (m) |
| ----- | ------------------ | ---- | --------- |
| 1     | Ashley Anumba      | NGR  | 59,30     |
| 2     | Obiageri Amaechi   | NGR  | 58,80     |
| 3     | Chioma Onyekwere   | NGR  | 57,93     |
| 4     | Nora Monie         | CMR  | 56,95     |
| 5     | Colette Uys        | ZAF  | 55,55     |
| 6     | Yolandi Stander    | ZAF  | 53,75     |
| 7     | Jihane Mrabet      | MAR  | 48,38     |
| 8     | Caroline Cherotich | KEN  | 47,36     |

21. Juni
Die ursprünglich Fünftplatzierte Kongolesin Yelena Mokoka wurde nachträglich disqualifiziert, da die gebürtige Französin nicht international für die Demokratische Republik Kongo startberechtigt ist.

#### Hammerwurf
| Platz | Athletin            | Land | Weite (m) |
| ----- | ------------------- | ---- | --------- |
| 1     | Zahra Tatar         | ALG  | 67,82     |
| 2     | Oyesade Olatoye     | NGR  | 67,72     |
| 3     | Zouina Bouzebra     | ALG  | 65,48     |
| 4     | Leandri Holtzhausen | ZAF  | 62,06     |
| 5     | Colette Uys         | ZAF  | 61,12     |
| 6     | Anthonett Nabwe     | LBR  | 58,15     |
| 7     | Roseline Rakamba    | KEN  | 53,19     |
| 8     | Emilie Dia          | MLI  | 65,48     |

22. Juni
Die ursprünglich Bronzemedaillengewinnerin Xena Ngomateke aus der Zentralafrikanischen Republik wurde nachträglich disqualifiziert, da die gebürtige Französin nicht international für die Zentralafrikanischen Republik startberechtigt ist.

#### Speerwurf
| Platz | Athletin                | Land | Weite (m) |
| ----- | ----------------------- | ---- | --------- |
| 1     | Jo-Ane van Dyk          | ZAF  | 57,03     |
| 2     | Jana van Schalkwyk      | ZAF  | 55,14     |
| 3     | Josephine Lalam         | UGA  | 53,57     |
| 4     | Selma Rosun             | MRI  | 49,41     |
| 5     | Victoria Kparika Effiom | NGR  | 49,15     |
| 6     | Dingete Adela           | ETH  | 49,06     |
| 7     | Rejoice Agbewodie       | GHA  | 48,98     |
| 8     | Damacline Nyekereri     | KEN  | 44,51     |

25. Juni
Die ursprünglich Viertplatzierte Kapverdin Arianne Duarte Morais wurde nachträglich disqualifiziert, da die gebürtige Norwegerin nicht international für Kap Verde startberechtigt ist.

#### Siebenkampf
| Platz | Athletin          | Land | Punkte |
| ----- | ----------------- | ---- | ------ |
| 1     | Odile Ahouanwanou | BEN  | 5777   |
| 2     | Adèle Mafogang    | CMR  | 5527   |
| 3     | Shannon Verster   | ZAF  | 5239   |
| 4     | Nada Chroudi      | TUN  | 4913   |

23.–24. Juni

### Gemischte Wettbewerbe

#### 4 × 400 m Staffel Mixed
| Platz | Land      | Athleten                                                                         | Zeit (min) |
| ----- | --------- | -------------------------------------------------------------------------------- | ---------- |
| 1     | Südafrika | Gardeo Isaacs Shirley Nekhubui Mthi Mthimkulu Miranda Coetzee                    | 3:13,12    |
| 2     | Nigeria   | Ifeanyi Emmanuel Ojeli Ella Onojuvwevwo Dubem Nwachukwu Patience Okon George     | 3:13,72    |
| 3     | Botswana  | Leungo Scotch Obakeng Kamberuka Bayapo Ndori Galefele Moroko                     | 3:15,93    |
| 4     | Kenia     | Zablon Ekhal Ekwam David Sanayek Kapirante Veronica Mutua Mercy Chebet           | 3:16,59    |
| 5     | Senegal   | Khoury Diagne Abdou Aziz Ndiaye Fatou Gaye Frédéric Mendy                        | 3:24,41    |
| 6     | Namibia   | Alexander Bock Napuumue Hengari Ezra Nakale Angala Tuuliki                       | 3:28,90    |
| 7     | Kamerun   | Ibrahima Hamayadji Linda Angounou Evariste Nana Kuate Marcelline Nkengue Ambombo | 3:30,95    |
| 8     | Äthiopien | Hana Tadesse Melkamu Assefa Yonas Rezene Banchiayehu Tesema                      | 3:32,49    |

22. Juni